# Borders & Boundaries
Borders & Boundaries is het vierde studioalbum van de Amerikaanse ska-punkband Less Than Jake. Het album werd uitgegeven op 24 oktober 2000 via Fat Wreck Chords en is het eerste studioalbum van de band dat via dit platenlabel is uitgegeven. Het is tevens het laatste studioalbum waar saxofonist Derron Nuhfer en trombonist Pete Anna aan hebben meegewerkt. In Japan en het Verenigd Koninkrijk werd het album uitgegeven via Golf Records. Het werd in 2012 door Fat Wreck Chords heruitgegeven.

## Nummers
1. "Magnetic North" - 2:59
2. "Kehoe" - 3:01
3. "Suburban Myth" - 2:25
4. "Look What Happened" - 3:34
5. "Hell Looks a Lot Like L.A." - 2:13
6. "Mr. Chevy Celebrity" - 1:42
7. "Gainesville Rock City" - 3:07
8. "Malt Liquor Tastes Better When You've Got Problems" - 2:24
9. "Bad Scene and a Basement Show" - 2:38
10. "Is This Thing On?" - 3:06
11. "Pete Jackson Is Getting Married" - 1:54
12. "1989" - 2:27
13. "Last Hour of the Last Day of Work" - 3:17
14. "Bigger Picture" - 2:41
15. "Faction" - 3:30

## Band
- Chris Demakes - gitaar, zang
- Roger Manganelli - basgitaar, zang
- Vinnie Fiorello - drums
- Buddy Schaub - tenortrombone
- Pete Anna - alttrombone
- Derron Nuhfer - baritonsaxofoon